# Kundbortfall
Kundbortfall (en: Churn) innebär att kunder avbryter sin relation med ett företag.
Kundbortfall innefattar att kunden säger upp abonnemang eller medlemskap men även när kunden väljer en annan leverantör. Bortfallet kan exempelvis mätas i procentandel av totala kundbasen som går förlorad under en viss tidsperiod.
Termen kundbortfallshastighet (en: Churn rate) används mest för tjänsteföretag, till exempel i företag med en abonnentbaserad affärsmodell som mobilabonnemang och betal-TV-operatörer. Termen används i marknadsanalyser och utvärderingen av marknadsföringsåtgärder.
Kundbortfallshastighet anges för en viss tidsperiod, till exempel per år eller per månad, och är antalet förlorade kunder under den valda tidsperioden dividerat med antalet kunder i början av perioden, multiplicerat med 100 för att uttryckas i procent.